# Rue Morel (Colmar)
Pour les articles homonymes, voir Rue Morel.
La rue Morel, est une voie de circulation de la commune française de Colmar.

## Situation et accès
Cette voie de circulation, d'une longueur de 75 m, se trouve dans le quartier centre.
On y accède par la Grand-Rue, la rue Mangold et la place de la Cathédrale.
Cette voie n'est pas desservie par les bus de la TRACE.

## Origine du nom
Elle rend honneur au Dr Gabriel Morel (1769-1842), maire de Colmar de 1813 à 1814 et de 1830 à 1841.

## Historique
La rue a pris sa dénomination actuelle en 1888.

## Bâtiments remarquables et lieux de mémoire
Dans cette rue se trouvent des édifices remarquables[Lesquels ?].

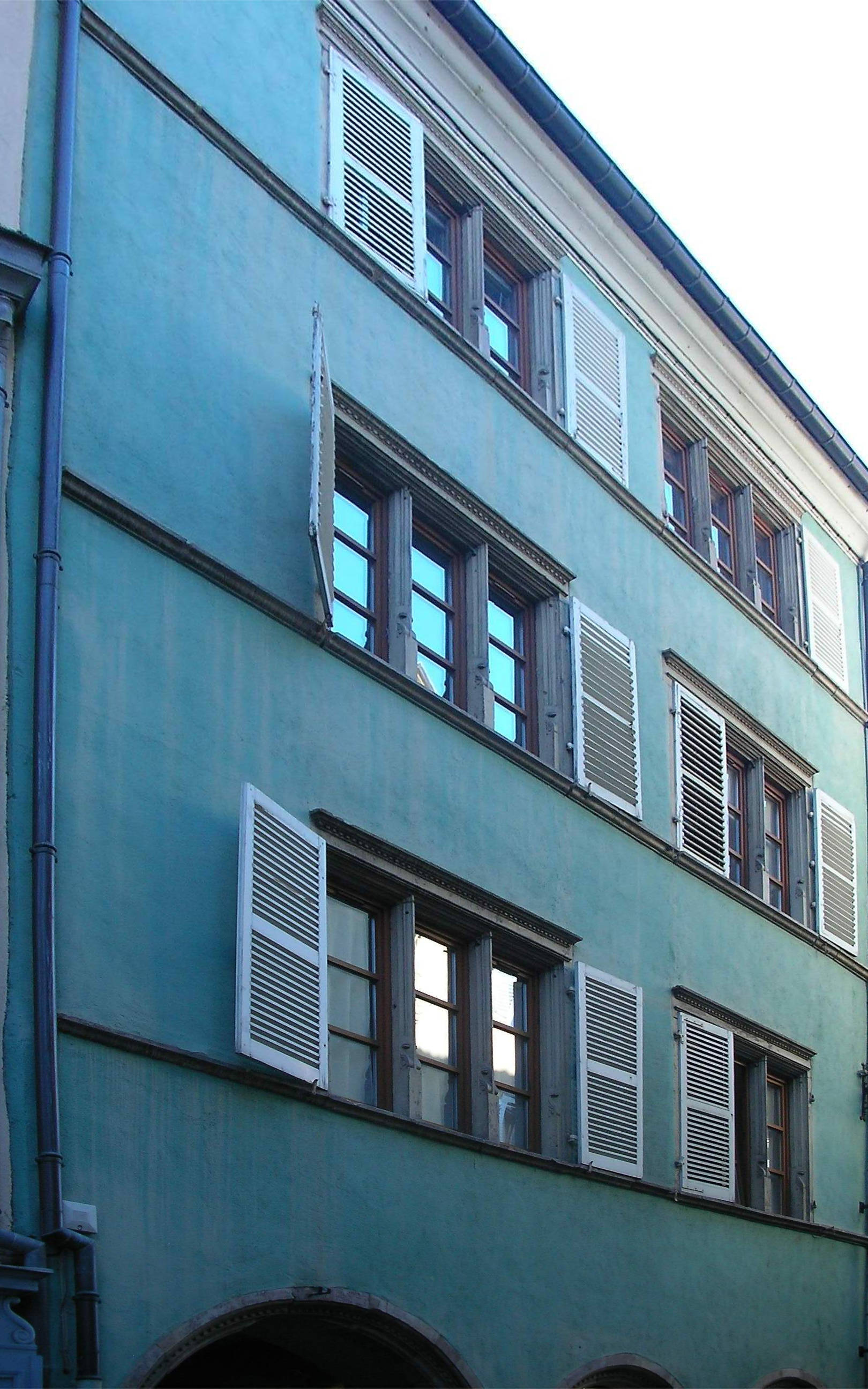
Maison (1626) au no 6 Inscrit MH (1929)